# Путов, Валерий Владимирович
Валерий Владимирович Путов (род. 2 января 1954, п. Коханово, Витебская область) — советский, российский военачальник, генерал-полковник; член Союза журналистов России.

## Биография
В 1975 г. окончил Высшее пограничное военно-политическое Краснознамённое училище КГБ при Совете министров СССР им. К. Е. Ворошилова. Служил в Забайкальском пограничном округе — на заставе Капцегайтуй (Краснокаменский район, заместитель начальника по политической части), в Сретенском и Кокуйском пограничных отрядах.
С 1984 г., по окончании Военной академии имени М. В. Фрунзе, — начальник штаба Гродековского пограничного отряда, затем — начальник Сковородинского пограничного отряда. С 1993 г. — заместитель начальника штаба Управления группы Пограничных войск России в Кыргызской Республике, затем — заместитель командующего войсками Забайкальского пограничного округа.
В 1998 г. окончил Академию Генерального штаба РФ, после чего занимал должности первого заместителя начальника Забайкальского регионального управления, начальника штаба Северо-Кавказского регионального управления (с октября 2000 г.) Федеральной пограничной службы России. Руководил в Чечне операциями против банды Гелаева (2000), а также против банды бригадного генерала Хусейна Исабаева (2002).
C июня 2003 г. возглавлял Северо-Восточное Пограничное управление береговой охраны ФСБ РФ, в 2006—2009 г. — Региональное пограничное управление ФСБ России по Дальневосточному федеральному округу.
С 2011 г. — вице-президент ООО «Аналитик Групп».

### Семья
Женат, имеет дочь.

## Награды
- почётное звание «Заслуженный пограничник Российской Федерации»
- орден Красной Звезды (1991)
- орден «За военные заслуги»
- медаль «За боевые заслуги» (1979)
- медаль «За отличие в охране государственной границы»
- медали
- именное огнестрельное оружие.